# Caitlin Stasey
Caitlin Jean Stasey (ur. 1 maja 1990 w Melbourne) – australijska aktorka, która wystąpiła m.in. w filmach Ja, Frankenstein, Jutro: Kiedy zaczęła się wojna i serialach Nastoletnia Maria Stuart, Sąsiedzi i APB.

## Filmografia

### Filmy
| Rok  | Tytuł                          | Rola             | Uwagi       |
| ---- | ------------------------------ | ---------------- | ----------- |
| 2009 | Summer Camp                    | Christine        |             |
| 2010 | Jutro: Kiedy zaczęła się wojna | Ellie Linton     |             |
| 2011 | J.A.W.                         | Eve              | krótkometr. |
| 2013 | Evidence                       | Rachel           |             |
| 2013 | All Cheerleaders Die           | Maddy Killian    |             |
| 2014 | Lust for Love                  | Trinity/Divinity |             |
| 2014 | Chu and Blossom                | Cherry Swade     |             |
| 2014 | Ja, Frankenstein               | Keziah           |             |
| 2016 | All I Need                     | Chloe            |             |
| 2016 | Fear, Inc.                     | Lindsey Gains    |             |
| 2018 | Summertime                     | Suzy Denner      |             |
| 2019 | Kindred Spirits                | Sadie            |             |
| 2020 | Laura Hasn't Slept             | Laura            | krótkometr. |
| 2020 | The Only One                   | Tom              |             |
| 2022 | Uśmiechnij się                 | Laura Weaver     |             |

### Telewizja
| Rok       | Tytuł                    | Rola                       | Uwagi                   |
| --------- | ------------------------ | -------------------------- | ----------------------- |
| 2003–2006 | The Sleepover Club       | Francesca "Frankie" Thomas | w gł. obsadzie; 27 odc. |
| 2005–2009 | Sąsiedzi                 | Rachel Kinski              | w gł. obs.; 275 odc.    |
| 2013–2016 | Please Like Me           | Claire                     | 21 odc.                 |
| 2013–2015 | Nastoletnia Maria Stuart | Lady Kenna                 | w gł. obsadzie; 44 odc. |
| 2017      | APB                      | Ada Hamilton               | w gł. obsadzie, 12 odc. |
| 2018      | For the People           | Anya Ooms                  | 3 odc.                  |
| 2018      | The Girl in the Bathtub  | Julia Law                  | film TV                 |
| 2021–2021 | Bridge and Tunnel        | Jill Shore                 | 12 odc.                 |
| 2023      | Class of '07             | Saskia                     | 8 odc.                  |